# Reichenau, Baden-Württemberg
Reichenau là một thị xã nằm ở huyện Konstanz, thuộc bang Baden-Württemberg, Đức.